# 욘 쇠렌손
욘 에밀 쇠렌손(스웨덴어: John Emil Sörenson, 1889년 9월 15일 ~ 1976년 10월 25일)은 스웨덴의 체조 선수이다.
말뫼에서 태어난 쇠렌손은 1912년과 1920년 하계 올림픽에서 남자 체조에 참가하여, 두 번 모두 스웨덴식 단체 종목으로 나간 유일한 선수였다. 그래서 쇠렌손은 두 종목 모두 금메달을 획득하고, 8년 만에 자신의 금메달 기록을 유지할 수 있었다.